# Приуральське сільське поселення (Печорський район)
Приура́льське сільське поселення (рос. Приуральское сельское поселение) — муніципальне утворення у складі Печорського району Республіки Комі, Росія. Адміністративний центр — село Приуральське.

## Населення
Населення — 461 особа (2017, 530 у 2010, 750 у 2002, 906 у 1989).

## Склад
До складу поселення входять такі населені пункти:
| Населений пункт     | Населення, осіб (1989) | Населення, осіб (2002) | Населення, осіб (2010) |
| ------------------- | ---------------------- | ---------------------- | ---------------------- |
| Аранець, присілок   | 94                     | 73                     | 49                     |
| Даниловка, присілок | 263                    | 227                    | 163                    |
| Приуральське, село  | 549                    | 450                    | 318                    |